# Fredericton
Fredericton er hovedstaden i den tosprogede canadiske provins New Brunswick. Den har ca. 63.116 (2021) indbyggere (eller 108.610, hvis man tæller forstæderne med), selv om dette tal er noget unøjagtigt, da man normalt ikke tæller alle de studerende med.
Byen har tre universiteter: University of Fredericton, University of New Brunswick og St. Thomas University. University of New Brunswick blev grundlagt i 1785 og er Canadas ældste universitet, mens University of Fredericton blev etableret i 2006 og er dermed Canadas yngste universitet. Byen er hovedsageligt delt op i en nord- og en sydside, delt af St. John-floden, der skærer sig gennem byen. Centrum ligger på sydsiden, hvor også de fleste studerende bor og studerer.